# وردفست
عنوان وُردفَست به کلیۀ نرم‌افزارهای همیار ترجمۀ شرکت وردفست گفته می‌شود. محصول اصلی وردفست که اکنون با عنوان وُردفَست کلاسیک از آن یاد می‌شود، توسط ایوْ شامپولیون در سال ۱۹۹۹ تولید شد تا جایگزینی ارزان‌تر برای نرم‌افزار ترادوس باشد که برنامه‌ای شناخته‌شده برای حافظۀ ترجمه بود. محصولات فعلی وردفست در بسترهای مختلفی اجرا می‌شوند، اما حافظۀ ترجمۀ آن‌ها سازگاری زیاد و اغلب، گردش کار مشابهی دارد. این نرم‌افزار در بین مترجمان مستقل، بیشتر محبوب است، گرچه برخی از محصولات آن برای محیط‌های شرکتی نیز مناسب هستند.
شرکت وردفست در شهر دِلاوِر ایالات متحده مستقر است، ولی عمدۀ فرآیند تحقیق و توسعۀ آن در پاریسِ فرانسه انجام می‌شود. به‌غیر از این دو نقطه، یک مرکز پشتیبانی در جمهوری چک نیز وجود دارد. این شرکت حدود ۵۰ کارمند دارد.

## تاریخچه
توسعۀ نسخه وردفست۱ (که به‌شکل ساده، وردفست نامیده می‌شد) در سال ۱۹۹۹ در پاریس، توسط ایو شامپولیون آغاز شد. این نسخه، متشکل از مجموعه‌ای از ماکروها بود که داخل مایکروسافت وُرد ۹۷ یا نسخه‌های بعد از آن اجرا می‌شد. در آن زمان، سایر برنامه‌های همیار ترجمه مثل ترادوس نیز درون مایکروسافت وُرد کار می‌کردند.
تا اواخر سال ۲۰۰۲، این ابزار مبتنی‌بر اِم‌اِس وُرد (که به‌عنوان وردفست کلاسیک شناخته می‌شود) نرم‌افزاری رایگان بود. وردفست از طریق معرفی سینه‌به‌سینه توسط کاربران، تبدیل به دومین نرم‌افزار پُرکاربرد حافظۀ ترجمه (TM) در بین مترجمان شد.
در سال ۲۰۰۶، شرکت وردفست توسط فیلیپ شاو، الیزابت اِلتینگ و همچنین مالکان مشترک شرکتِ ترجمۀ تِرنس پِرفِکت تأسیس شد. در ژوئیۀ ۲۰۰۶، آقای شامپولیون، تمام منافع نرم‌افزاری که روی سِرور وردفست بود را به شرکت وردفست فروخت. از آن زمان، شرکت وردفست، صاحب کلیۀ حقوق، عناوین تجاری، منافع و حق انحصاری تکثیر کدهای موجود در سرور وردفست شد. البته شامپولیون به‌عنوان بنیان‌گذار و معمار اصلی نرم‌افزار، همچنان مدیرعامل و رئیس شرکت وردفست باقی ماند.
در ژانویه ۲۰۰۹، وردفست پْرو منتشر شد که نرم‌افزاری مستقل، برای حافظۀ ترجمه بود و بر مبنای جاوا بود.
در ماه مه ۲۰۱۰، وردفست، ابزاری آنلاین و رایگان منتشر کرد که به وردفست اِنی‌وِر معروف است. این ابزار به مترجمان اجازه می‌دهد تا از طریق تقریباً هر دستگاه متصل به وب، شامل تلفن‌های هوشمند، دستگاه‌های دیجیتال یا تبلت، روی پروژه‌های خود کار کنند. تا جولای ۲۰۱۰، تعداد ۵۰۰۰ کاربر، در وردفست اِنی‌وِر ثبت‌نام کردند که این رقم در نوامبر ۲۰۱۰، به ۱۰,۰۰۰ نفر رسید.
در آوریل ۲۰۱۶، وردفست پرو۴ منتشر شد که مشتمل بر ارتقای اساسی ابزار حافظۀ ترجمۀ مبتنی بر جاوا بود. این نسخه شامل ابزارهای پیشرفتۀ مدیریت ترجمه، ازجمله، ویرایشگر ویزی‌ویگ، توانایی ایجاد بسته‌های ترجمۀ چندزبانه، هم‌زمانی واقعی و تضمین‌شده میان کاربران و فیلتر قدرتمند ویرایشگر ترجمه است. نسخۀ روزآمدِ وردفست پرو۴ با نام وردفست پرو۵ در آوریل ۲۰۱۷ منتشر شد که عمدتاً شامل بهینه‌سازیِ عملکرد نرم‌افزار است.

## محصولات

### وردفست کلاسیک (WFC)
وردفست کلاسیک در ویژوال بیسیک نوشته شده است و در مایکروسافت وُرد اجرا می‌شود. این برنامه از وُرد۲۰۱۷ یا بالاتر، در هر سیستم‌عاملی پشتیبانی می‌کند، اگرچه برخی از ویژگی‌های موجود در نسخه‌های اخیر وردفست کلاسیک، فقط در نسخه‌های بالاتر وُرد کار می‌کنند.
هنگام ترجمۀ یک سند با استفاده از وردفست کلاسیک، سند به‌طور موقت تبدیل به سندی دوزبانه می‌شود، به‌اضافۀ اینکه اجزای متن تقطیع می‌شوند و هر دو سند مبدأ و مقصد داخل همان فایل در دسترس‌اند. به فرآیند ازبین‌بردن تقطیع و متن مبدأ، «پاکسازی» فایل گفته می‌شود. ازاین‌رو، فایل‌ تقطیع‌شده در کنار متن مبدأ فایل «چرک‌نویس» است. این ساختار، مشابه گردش‌کار نرم‌افزهای دیگری همچون Trados 5, WordFisher, Logoport و Metatexis است. وردفست کلاسیک، با به‌روزرسانی‌های منظم، فعالانه توسعه یافته است و آخرین نسخۀ اصلی این نرم‌افزار، ویرایش ۸ آن است.

### وردفست اِنی‌وِر (WFA)
وردفست اِنی‌وِر نسخۀ رایگان وردفست است و در مرورگر‌ها اجرا می‌شود. گردش‌کار و رابط کاربری مشابه وردفست کلاسیک دارد. اگرچه این سرویس رایگان است، اما محدودیت‌های مشخصی هم دارد،  مثلاً بارگذاری حداکثر ۲ مگابایت (البته با امکان فشرده‌سازی فایل‌ها) میسر است) و حداکثر ۱۰ سند به‌طور هم‌زمان روی آن بارگذاری می‌شود.
سیاست حفظ حریم خصوصی در وردفست اِنی‌وِر این‌گونه است که تمام اسناد بارگذاری‌شده محرمانه مانده و به اشتراک گذاشته نمی‌شوند. کاربران می‌توانند به صورت اختیاری از ترجمۀ ماشینی استفاده کنند و به حافظۀ ترجمه عمومی بزرگی، دسترسیِ فقط‌خواندنی پیدا کنند.
کاربران وردفست کلاسیک و وردفست پرو ۳ و ۵ می‌توانند از طریق برنامه‌های خود به حافظۀ ترجمه و واژه‌نامه‌های ذخیره‌شده در وردفست، از هر کجا متصل شوند.

### وردفست پرو۳(WFP3)
وردفست پرو ۳ ابزار حافظۀ ترجمۀ مستقل، سازگار با پلتفرم‌های ویندوز، مک و لینوکس با ویژگی‌های بسیارمشابه به وردفست کلاسیک و سایر ابزارهای اصلی همیار مترجم است. 
وردفست پرو ۳ قادر است ترجمه‌های ناتمام را به یک فایل ناتمام دوزبانه در مایکروسافت وُرد صادر کند و دوباره محتوای به‌روزشدۀ آن را از همان قالب وارد کند.

### وردفست پرو۵(WFP5)
وردفست پرو ۵نرم‌افزار حافظۀ ترجمۀ مستقل و چندپلتفرمی (ویندوز، مک و لینوکس) با ویژگی‌های همانند دیگر ابزارهای اصلی همیار ترجمه است. 
وردفست پرو ۵ قابلیت شبهِ ویزی‌ویگ را ارائه می‌دهد. فرمت‌های حافظۀ ترجمه و واژه‌نامۀ آن با نسخه‌های ۳ و کلاسیک سازگار نیستند. وردفست پرو۵ فاقد برخی از ویژگی‎‌های موجود در نسخۀ ۳ است، اما ویژگی‌های بسیاری هم دارد که در در وردفست پرو ۳ موجود نیست.

### ابزارک‌ها
مجموعه‌ای از ابزارهای رایگان است که در مایکروسافت وُرد اجرا می‌شوند و برای کمک به مترجمان کاربرِ وردفست کلاسیک، به‌منظور انجام کارهای پیشرفتۀ خاص، مانند استخراج و ترازبندی متن طراحی شده‌اند.

### پروژۀ VLTM (حافظۀ ترجمۀ بسیار بزرگ)
کاربران می‌توانند از محتوای حافظۀ ترجمۀ (TM) عمومیِ بسیارگسترده‌ای استفاده کنند، یا کارگروهی خصوصی ایجاد ‌کنند که در آن قادر باشند TMها را میان مترجمانِ همکار خود به اشتراک بگذارند.

### وردفست سِرور (WFS)
وردفست سرور، یک سرور امنِ TM است که در ترکیب با وردفست کلاسیک، پرو و اِنی‌وِر کار می‌کند، تا امکان اشتراک‌گذاری لحظه‌ای حافظۀ ترجمه را میان مترجمان مستقر در هر جای دنیا فراهم کند.

## قالب‌های پشتیبانی‌شدۀ حافظۀ ترجمه و واژه‌نامه‌
قالب اصلی حافظۀ ترجمۀ وردفست، یک فایل متنی سادۀ تفکیک‌شده با فواصل متنی است که می‌تواند در یک ویرایشگر متن باز و ویرایش شود. 
محصولات وردفست همچنین می‌توانند پرونده‌های TBX را برای تبادل اصطلاحات با سایر نرم‌افزارهای عمدۀ همیار مترجم وارد کنند.
محصولات وردفست قادرند از چندین TM و واژه‌نامه پشتیبانی کنند. حافظه‌های ترجمۀ مبتنی بر متن می‌توانند تا ۱میلیون واحد ترجمه‌شده و واژه‌نامه‌ها می‌توانند تا ۲۵۰,۰۰۰ مدخل را ذخیره کنند. 
وردفست قادر است از TMهای مبتنی بر سرور استفاده کند و داده ها را از ابزار ترجمه ماشینی (از جمله Google Translate و Microsoft Translator) بازیابی کند.

## مستندات و پشتیبانی
راهنمای جامع کاربری را می‌شود از وب‌سایت وردفست بارگیری کرد. ورد‌فست پرو و وردفست اِنی‌وِر نیز صفحات راهنمای آنلاین ارائه می‌دهند. کاربران می‌توانند برای شروع، نکات و ترفندها، سؤالات متداول به ویکی وردفست دسترسی داشته باشند. آموزشهای ویدئویی در صفحه اختصاصی وردفست در یوتیوب نیز موجود است.
وردفست با خرید مجوز، پشتیبانی فنی رایگان به کاربران ارائه می‌دهد. همچنین کاربران می‌توانند به تالارهای گفتگوی رایگان پشتیبانی همتایان که به ده‌ها زبان موجود است، دسترسی داشته باشند.

## مطالب پیرامونی
- ترجمه به کمک رایانه

### لینک‌های خارجی
- سایت رسمی وردفست (پهنای باند بالا)
- سایت رسمی وردفست (پهنای باند کم)
- سایت وردفست اِنی‌وِر
- ایوْ شامپولیون

### گروه‌های کاربری
- Word Yahooog کلاسیک
- Wordfast Pro Yahoogroup
- Wordfast Anywhere Yahoogroup